# 運命は踊る
『運命は踊る』（うんめいはおどる、ヘブライ語: פוֹקְסטְרוֹט）は、サミュエル・マオズ監督・脚本による2017年のイスラエルのドラマ映画である。リオル・アシュケナージとサラ・アドラーがイスラエル国防軍兵士の息子が戦死したことを知らされる夫婦を演じる。
第74回ヴェネツィア国際映画祭のコンペティション部門で上映され、審査員大賞を受賞した。また第42回トロント国際映画祭のスペシャル・プレゼンテーション部門でも上映された。さらに2017年度のオフィール賞作品賞も獲得し、第90回アカデミー賞外国語映画賞にイスラエル代表作として出品された。アカデミー賞外国語映画賞では最終選考9作品に残ったが、本戦ノミネートは逃した。

## キャスト
- リオル・アシュケナージ（英語版）
- サラ・アドラー
- ヨナタン・シライ
- シラ・ハイス（英語版）
- ユダ・アルマゴル
- カリン・ウゴウスキー（英語版）

## 評価

### 批評家の反応
レビュー・アグリゲーターのRotten Tomatoesでは112件のレビューで支持率は96%、平均点は8.2/10となった。Metacriticでは20件のレビューに基づいて加重平均値が92/100となった。

### 受賞とノミネート
第74回ヴェネツィア国際映画祭では審査員大賞を獲得した。
オフィール賞では作品賞、監督賞、主演男優賞、助演女優賞を含む13部門にノミネートされた。